# Luca Bechi
Luca Bechi (Livorno, 2 marzo 1970) è un allenatore di pallacanestro italiano.

## Carriera
Cresce professionalmente a Biella, sotto l'ala del suo maestro, anch'egli labronico, Alessandro Ramagli (è suo vice per cinque stagioni consecutive dal 2001-02 al 2005-06).
Nella stagione sportiva 2006-07 viene invece promosso al ruolo di head coach nella "sua" Pallacanestro Biella centrando subito un sesto posto finale che gli vale l'accesso ai play-off, persi contro la Virtus Bologna ai quarti di finale (2-3 nella serie). L'annata successiva, quella 2007-08, si conclude invece con un dodicesimo posto al termine della stagione biellese, arrivando comunque alla semifinale di Coppa Italia poi persa contro Avellino.
Dal 31 dicembre 2010 viene ingaggiato sempre in Serie A, questa volta dall'Enel Brindisi rilevando coach Perdichizzi. Nel febbraio 2012 firma un contratto fino al termine della stagione successiva con gli ucraini dell'Azovmash Mariupol'.
Il 5 marzo 2013, in seguito dell'esonero di Alessandro Finelli, firma con la Virtus Bologna. Il 27 gennaio 2014 viene ufficializzata la risoluzione del contratto.
Il 2 luglio dello stesso anno viene ingaggiato dalla PMS Torino in A2 Gold che guida in seria A nel campionato 2014-2015 sconfiggendo nella finale Agrigento.
Nel campionato 2015-16 la PMS Torino si scioglie con la rifondazione della Auxilium Pallacanestro Torino che esonera Luca Bechi a dicembre del 2015.
Nel gennaio 2019 viene scelto dalla Benedetto XIV Cento per raggiungere la salvezza nel campionato di A2.
Dopo un periodo di stop, arriva quindi l'esperienza in Ungheria, come coach del Zalakerámia-Zalaegerszegi Torna Egyesület Kosárlabda klub nel 2021, prima del passaggio alla Cestistica San Severo, condotta prima ad una difficile salvezza e poi alla prima partecipazione ai playoff di Serie A2 della società nella stagione 2021/22.
Per la stagione 2022/23, ha firmato per la Stella Azzurra Roma.